# Always Remember Us This Way
Always Remember Us This Way – utwór muzyczny amerykańskiej piosenkarki Lady Gagi wydany w niektórych państwach jako drugi singiel promujący ścieżkę dźwiękową do filmu Narodziny gwiazdy.
Piosenka otrzymała pozytywne opinie od krytyków i pojawiła się na listach przebojów w większości krajów, największy sukces osiągając w Irlandii, Islandii, Szkocji, Szwecji i Szwajcarii, docierając do top 10 w krajowych notowaniach. 20 listopada 2019 roku zostało ogłoszone, że utwór otrzymał nominację do nagrody Grammy w kategorii Piosenka roku.

## Geneza i wydanie
„Always Remember Us This Way” zostało napisane przez Gagę, Natalie Hemby, Hillary Lindsey oraz Lori McKennę, a wyprodukowane przez Dave Cobba i Gagę. Reszta osób, które napisała tekst, również nagrały wokale wspierające. Bradley Cooper poprosił Cobba o pomoc w produkcji dźwięku ścieżki dźwiękowej, po tym jak usłyszał jego ostatnie prace. Cobb przyleciał do Los Angeles na sesje pisania z Gagą i Cooperem. Stworzył muzykę dla „Maybe It’s Time”, czym zaimponował Gadze i Cooperowi. Później poproszono Hemby, Lindsey i McKennę, by przybyły do Los Angeles, by zacząć pisać i produkować utwory.
Piosenka została wypuszczona do południowoafrykańskich rozgłośni radiowych 21 listopada 2018 roku. 4 stycznia 2019 roku utwór rozesłano również do włoskich rozgłośni radiowych, a 17 do francuskich.

## Teledysk
2 listopada 2018 roku został opublikowany teledysk zawierający sceny z filmu, kiedy Gaga śpiewa utwór po tym, jak została przedstawiona przez Jacksona na scenie, który mówi jej: „Kocham cię, na zawsze nas takich zapamiętam”. Tego samego dnia na Spotify została dodana pionowa wersja teledysku.

## Odbiór

### Krytyczny
Jon Pareles z New York Times opisał utwór jako „oniemiająco bohaterski”, inspirowany Eltonem Johnem, przerywnik filmowy. Brittany Spanos z Rolling Stone opisała piosenkę jako „bombową”, a Emily Yahr z The Washington Post napisała, że piosenka jest „zapadająca w pamięć”. Maeve McDermott z Chicago Sun-Times powiedział, że „Always Remember Us This Way” jest „najbardziej intrygującym momentem” ścieżki dźwiękowej. Patrick Ryan z USA Today napisał, że „Always Remember Us This Way”, wraz ze „Speechless” i „Dope”, są najlepszymi balladami Gagi.

### Komercyjny
„Always Remember Us This Way” uplasował się na 1. miejscu w Islandii oraz wszedł to top 10 jedenastu innych państw. Utwór zadebiutował na drugiej pozycji w amerykańskim notowaniu Digital Song Sales. Utwór również zadebiutował na 41. pozycji w notowaniu Hot 100 i utrzymywał się w tej liście przez 9 tygodni. Do lutego 2019 piosenka sprzedała się w ilości 248 tysięcy kopii oraz wytransmitowano ją 71 milionów razy w samych Stanach Zjednoczonych. „Always Remember Us This Way” zadebiutowało na 32. pozycji w kanadyjskim Hot 100 oraz na 2. pozycji w ich liście Digital Song Sales. W Australii piosenka zadebiutowała na miejscu 18., lecz tydzień później uplasowała się na 12. pozycji. W Nowej Zelandii piosenka zadebiutowała na 39. pozycji, a po paru tygodniach uplasowała się na 14. pozycji. „Always Remember Us This Way” pokryło się platyną w Australii i Nowej Zelandii.
W Wielkiej Brytanii utwór zadebiutował w liście Official Singles Chart Top 100 na miejscu 39. przy sprzedaży 11029 kopii utworu. Pod dwóch tygodniach utwór uplasował się na 25. miejscu. „Always Remember Us This Way” również pokryło się złotem w Wielkiej Brytanii. W Belgii utwór uplasował się kolejno na 5. miejscu w Walonii oraz 10. we Flandrii oraz pokrył się platyną. W Danii piosenka uplasowała się na 13. pozycji i pokryła się złotem. We Francji utwór pojawił się na 18. miejscu oraz pokrył się platyną. W Portugalii piosenka uplasowała się na 10. pozycji oraz pokryła się platyną. We Włoszech utwór uplasował się na 41. pozycji i pokrył się platyną.

## Lista utworów
- Francuska promocyjna płyta CD

1. „Always Remember Us This Way” (radio edit) – 3:26
2. „Always Remember Us This Way” (album version) – 3:30

## Personel
- Lady Gaga – pisanie, produkcja, główne wokale, pianino
- Natalie Hemby – pisanie, wokale wspierające
- Hillary Lindsey – pisanie, wokale wspierające
- Lori McKenna – pisanie, wokale wspierające
- Dave Cobb – produkcja
- Gena Johnson – nagrywanie
- Eddie Spear – nagrywanie
- Bo Bodnar – asystent nagrywania
- Benjamin Rice – dodatkowe nagrywanie
- Tom Elmhirst – miksowanie
- Brandon Bost – inżynieria miksowania
- Randy Merrill – mastering
- Chris Powell – perkusja
- Brian Allen – gitara basowa
- Maestro Lightford – keyboardy
- LeRoy Powell – elektryczna gitara hawajska

Źródło:.

## Notowania i certyfikaty
| Terytorium        | Notowanie (2018-19)                | Najwyższa pozycja | Przypis |
| ----------------- | ---------------------------------- | ----------------- | ------- |
| Australia         | Top 50 Singles                     | 12                | [ 21 ]  |
| Austria           | Ö3 Austria Top 40                  | 25                | [ 40 ]  |
| Belgia            | Ultratop 50 Singles, Flandria      | 10                | [ 29 ]  |
| Belgia            | Ultratop 50 Singles, Walonia       | 5                 | [ 28 ]  |
| Czechy            | Rádio Top 100                      | 34                | [ 41 ]  |
| Czechy            | Singles Digitál Top 100            | 17                | [ 41 ]  |
| Dania             | Tracklisten                        | 13                | [ 31 ]  |
| Estonia           | IFPI                               | 19                | [ 42 ]  |
| Europa            | Euro Digital Song Sales            | 5                 | [ 43 ]  |
| Francja           | Top Singles & Titres               | 18                | [ 33 ]  |
| Grecja            | Digital Singles Chart              | 21                | [ 44 ]  |
| Grecja            | Greece Digital Song Sales          | 4                 | [ 45 ]  |
| Hiszpania         | PROMUSICAE                         | 91                | [ 46 ]  |
| Holandia          | Dutch Top 40                       | 16                | [ 47 ]  |
| Holandia          | Single Top 100                     | 30                | [ 48 ]  |
| Irlandia          | Singles Chart                      | 3                 | [ 49 ]  |
| Islandia          | Tonlist                            | 1                 | [ 15 ]  |
| Kanada            | Billboard Canadian Hot 100         | 26                | [ 19 ]  |
| Kanada            | Hot Canadian Digital Song          | 2                 | [ 20 ]  |
| Korea Południowa  | Gaon                               | 52                | [ 50 ]  |
| Luksemburg        | Luxembourg Digital Song Sales      | 2                 | [ 51 ]  |
| Malezja           | Top 20 Most Streamed International | 16                | [ 52 ]  |
| Niemcy            | Media Control Charts               | 84                | [ 53 ]  |
| Nowa Zelandia     | Recorded Music NZ                  | 14                | [ 22 ]  |
| Norwegia          | VG-lista                           | 7                 | [ 54 ]  |
| Portugalia        | AFP                                | 10                | [ 35 ]  |
| Singapur          | Top 30 Digital Streaming Chart     | 29                | [ 55 ]  |
| Słowacja          | Rádio Top 100                      | 8                 | [ 41 ]  |
| Słowacja          | Singles Digitál Top 100            | 4                 | [ 41 ]  |
| Stany Zjednoczone | Hot 100                            | 41                | [ 17 ]  |
| Stany Zjednoczone | Digital Song Sales                 | 2                 | [ 16 ]  |
| Szkocja           | Official Charts Company            | 4                 | [ 56 ]  |
| Szwajcaria        | Singles Top 100                    | 7                 | [ 57 ]  |
| Szwecja           | Sverigetopplistan                  | 10                | [ 58 ]  |
| Węgry             | Rádiós Top 40                      | 25                | [ 59 ]  |
| Węgry             | Single (track) Top 40 lista        | 2                 | [ 60 ]  |
| Węgry             | Stream Top 40                      | 18                | [ 61 ]  |
| Wielka Brytania   | UK Singles Chart                   | 25                | [ 26 ]  |
| Włochy            | FIMI                               | 41                | [ 37 ]  |

| Terytorium | Notowanie (2018) | Pozycja | Przypis |
| ---------- | ---------------- | ------- | ------- |
| Węgry      | Single Top 40    | 36      | [ 62 ]  |

| Kraj                     | Certyfikat       | Sprzedaż   |
| ------------------------ | ---------------- | ---------- |
| Australia (ARIA)         | platynowa płyta  | 70 000+    |
| Belgia (BEA)             | platynowa płyta  | 40 000+    |
| Dania (IFPI Denmark)     | złota płyta      | 45 000+    |
| Francja (SNEP)           | platynowa płyta  | 200 000+   |
| Nowa Zelandia (RMNZ)     | platynowa płyta  | 30 000+    |
| Polska (ZPAV)            | diamentowa płyta | 250 000+   |
| Portugalia (AFP)         | platynowa płyta  | 10 000+    |
| Stany Zjednoczone (RIAA) | platynowa płyta  | 1 000 000+ |
| Wielka Brytania (BPI)    | złota płyta      | 400 000+   |
| Włochy (FIMI)            | platynowa płyta  | 50 000+    |

## Historia wydania
| Obszar  | Data                | Format                                | Wytwórnia             | Źródło      |
| ------- | ------------------- | ------------------------------------- | --------------------- | ----------- |
| Świat   | 5 października 2018 | Digital download · media strumieniowe | Interscope Records    | [ 66 ]      |
| RPA     | 21 listopada 2018   | contemporary hit radio                | Universal Music Group | [ 6 ]       |
| Włochy  | 4 stycznia 2019     | contemporary hit radio                | Universal Music Group | [ 7 ]       |
| Francja | 17 stycznia 2019    | contemporary hit radio                | Universal Music Group | [ 8 ] [ 9 ] |